# Катастрофа DC-6 под Оклендом
Катастрофа DC-6 под Оклендом — крупная авиационная катастрофа, произошедшая в ночь на пятницу 24 августа 1951 года. Пассажирский самолёт Douglas DC-6B американской авиакомпании United Air Lines выполнял пассажирский рейс из Чикаго в Окленд, но при заходе на посадку врезался в гору к северо-западу от аэропорта и полностью разрушился, при этом погибли 50 человек. Первое происшествие в истории совсем новой, на тот момент, модели DC-6B.

## Самолёт
Douglas DC-6B с регистрационным номером N37550 (заводской — 43260, серийный — 180) выпустили в апреле 1951 года, то есть он был ещё совсем новым, а 14 апреля передали заказчику — американской авиакомпании United Air Lines, где ему также присвоили имя Mainliner Omaha. Его четыре поршневых авиационных двигателя были модели Pratt & Whitney R-2800-CB16 и оборудованы воздушными винтами производства Hamilton Standard с гидромеханическим регулированием шага винта. Общая наработка авиалайнера на момент происшествия составляла 361 час, в том числе 40 часов от последней периодической проверки (каждые 300 лётных часов) и 7 часов от последней предполётной проверки (проводилась в Чикаго перед вылетом в роковой рейс). Никаких серьёзных замечаний по борту N37550 найдено не было.
Вообще это был четвёртый по счёту самолёт новой модели DC-6B (первым был борт N37547 (заводской 43257) также авиакомпании United Air Lines), которые отличались от базовой модели новыми двигателями (R-2800-CB16) с повышенной до 2500 л. с. (1800 кВт) мощностью, благодаря чему могли развивать более высокие скорости, а также была увеличена и дальность полётов. Теперь перелёты занимали меньше времени, но неожиданно в июне 1951 года пилоты авиакомпании United Air Lines при содействии Ассоциации пилотов объявили забастовку, требуя повышения оклада при полётах на новых самолётах, так как из-за экономии лётного времени они при прежней ставке стали получать соответственно меньшую зарплату. В ходе переговоров руководство авиакомпании согласилось с требованиями пилотов, которые с 1 августа вновь начали летать на новых DC-6B.

## Экипаж
Лётный экипаж (в кабине) состоял из двух пилотов и двух бортинженеров:
- Командир воздушного судна — 42-летний Марион В. Хедден (англ. Marion W. Hedden). В авиакомпании United с 1 ноября 1939 года; 15 января 1951 года получил квалификацию на тип DC-6, а 26 апреля 1951 года — на DC-6B. Полёты между Оклендом и Сан-Франциско выполнял с 1939 года. Имел общий лётный опыт 12 032 часа, в том числе 417 часов на DC-6 и 14 часов на DC-6B, а также 819 часов полётов по приборам;
- Второй пилот — 35-летний Джордж А. Джьюетт (англ. George A. Jewett). В авиакомпании United с 29 июня 1945 года, а в феврале 1949 года был повышен до командира воздушного судна; 3 февраля 1947 года получил квалификацию на тип DC-6, а 15 марта 1951 года — на DC-6B. Полёты между Оклендом и Сан-Франциско выполнял с 27 августа 1945 года. Имел общий лётный опыт 5842 часа, в том числе 2848 часов на DC-6 и 21 час на DC-6B, а также 173 часов полётов по приборам;
- Бортинженер-проверяющий — 43-летний Артур В. Кесслер (англ. Arthur W. Kessler). В авиакомпании United с 18 февраля 1929 года; в должности бортинженера с 20 января 1944 года;
- Бортинженер — 36-летний Марио А. Дуранте англ. Mario A. Durante. В авиакомпании United с 1 апреля 1937 года, где работал сперва как помощник слесаря; 1 мая 1950 года был повышен до бортинженера. Его общий лётный стаж в должности составлял 1176 часов на типах DC-6 и DC-6B.

В салоне работали две стюардессы:
- 24-летняя Мэрилинн М. Мерфи (англ. Marilynn M. Murphy). В авиакомпании United с 29 февраля 1949 года;
- 22-летняя Мэй Ла Верн Схоль (англ. Mae La Verne Sholes). В авиакомпании United с 1 июля 1950 года.

## Катастрофа
Самолёт выполнял трансконтинентальный пассажирский рейс UAL 615 из Бостона в Сан-Франциско по маршруту Бостон — Хартфорд — Кливленд — Чикаго — Окленд — Сан-Франциско. В 17:32 EST ещё 23 августа лайнер вылетел из Бостона и, попеременно совершая посадки в Хартфорде и Кливленде, в 21:59 CST благополучно приземлился в Чикаго. До этого полёт происходил без отклонений, а проведённая в Чикагском аэропорту наземным персоналом проверка авиалайнера не выявила никаких нарушений в работе его механического и радиооборудования. В Чикаго произошла и смена экипажа, а после началась подготовка к выполнению полёта в Окленд. Всего на борту находились 44 пассажира, включая двух младенцев, 6 членов экипажа, 5360 фунтов (2430 кг) почты, посылок и багажа, а также запас топлива в 3830 галлонов. Общий вес самолёта составлял 95 215 фунтов (43 189 кг) при максимальном допустимом 100 000 фунтов (45 359 кг); центровка не выходила за установленные пределы. После получения разрешения от диспетчера, в 22:59 CST борт N37550 вылетел из Чикаго.
Согласно плану полёта и полученному от диспетчера разрешения, полёт от Чикаго до Окленда должен был выполняться по правилам полётов по приборам на эшелоне 18 000 футов (5500 м) по воздушным коридорам «Рэд 4», «Грин 3» и «Рэд 6» до Денвера, далее прямо на Милфорд, а от него уже на Окленд. также было дано и разрешение на полёт от Окленда до Сан-Франциско, который должен был выполняться по воздушному коридору «Грин 3» по правилам визуальных полётов с минимальной высотой над препятствиями 500 футов (150 м).
Полёт проходил вполне нормально, а в 03:45 PST уже 24 августа, приближающийся к Окленду рейс 615 получил разрешение, направляясь на Ньюарк, снижаться и занимать высоту 6000 футов (1800 м), сохраняя её до Альтамонта, после которого переходить на связь с «Окленд—подход». В 04:11 экипаж доложил о пролёте Стоктона на высоте 9500 футов (2900 м) и продолжении спуска, на что диспетчер передал настройку высотомера на давление Окленда — 29,88 дюйма (759 мм) рт. ст..
В 04:16 с самолёта доложили о пролёте Альтамонта, а через полминуты в первый раз связались с диспетчером подхода аэропорта Окленд. Если ранее экипаж вёл переговоры через диспетчера авиакомпании, то теперь он осуществлял прямую связь с Оклендским аэропортом. Было дано разрешение направляться к приводной радиостанции Окленда, сохраняя как минимум 500 футов (150 м) высоты над слоем облаков, на что пилоты запросили разрешение на прямой курс к Ньюарку, что к юго-востоку от Окленда, а от него уже выполнять прямой заход на посадку. Диспетчер это разрешение дал с указанием сохранять высоту 500 футов (150 м) над вершинами облаков от Альтамонта до Ньюарка. В регионе в это время стояла спокойная погода, дул лёгкий северный ветер со скоростью менее 10 узлов, а небо было затянуто слоем облачности с нижней границей 1000—1500 футов (300—450 м) и толщиной всего 800—1000 футов (250—300 м), через который можно было видеть свечение огней городов Найлз, Сентервилл и Ньюарк. Обледенения в облаках не наблюдалось, а турбулентность была слабой, либо отсутствовала.
В 04:22 экипаж доложил о подходе к Хэйворду, что на полпути между Ньюарком и Альтамонтом, после чего запросил разрешение на выполнение захода по курсо-глиссадной системе. Диспетчер на это дал указание ожидать, так как в зоне аэропорта был ещё один самолёт. Вскоре с самолёта доложили о подходе к Ньюарку, при этом не делая повторного запроса на выполнение захода. В 04:25 диспетчер дал разрешение выполнять прямой заход по юго-восточному курсу от Ньюарка на Окленд. В 04:27 с самолёта доложили о прохождении Ньюарка и начале снижения к Окленду. Это было последнее сообщение с борта N37550.
Уже начинались утренние сумерки, а на небе светила луна, когда авиалайнер «вынырнул» из облаков, а в 04:28, спустя всего минуту с момента последней связи с землёй, следуя по курсу 296° на фактической высоте 983 фута (300 м) со скоростью 225—240 миль/ч (360—385 км/ч) и в предпосадочной конфигурации (шасси убраны, закрылки выдвинуты на 30°), врезался в холм всего на 26 футов (7,9 м) ниже его вершины. В результате столкновения с землёй «Дуглас» разрушился, а значительная часть его конструкции сперва промчалась через вершину, после чего скатилась по склону в ущелье. Обломки разбросало на площади 1600 футов (490 м) длиной и 900 футов (270 м) шириной, а вытекшее из повреждённых баков топливо вызвало пожар, воспламенив и сухую траву. Катастрофа произошла на удалении 14,8 мили (24 км) к северо-западу от Оклендского аэропорта, при этом все 50 человек на борту (44 пассажира и 6 членов экипажа) погибли.

## Расследование
При изучении обломков было установлено, что пожара на борту до момента катастрофы не было, все четыре двигателя работали на полную мощность, а их воздушные винты находились в режиме тяги. Разрушения конструкции, отказов или нарушений в работе электрических и радиосистем, а также систем управления также не было.
Удалось обнаружить высотомеры обоих пилотов, при этом высотомер со стороны командира показывал 930 футов (283 м), тогда как, для сравнения, столкновение с землёй произошло на высоте 983 фута (300 м). Высотомер со стороны второго плиота имел настройку давления «29,90», то есть близкую к передаваемому диспетчером давлению «29,88». Один из магнитных компасов показывал курс 300°, а в момент удара его циферблат отображал курс 305—310°. Автоматический пеленгатор со стороны командира был настроен на контроль, отображал направление 253° относительно курса самолёта, а его выключатель громкости был включён на треть. Пеленгатор со стороны второго пилота был настроен на радиомаяк Хэйворд и отображал направление 28° относительно курса самолёта, а регулятор громкости был выключен. Настройку высокочастотного навигационного приёмника определить не удалось, но его регулятор громкости находился чуть ниже половины от общей шкалы.
В связи со значительным разрушением кабины следователи не смогли определить по приборам воздушную скорость, вертикальную скорость, крен и заданный угол выпуска закрылков. Также не удалось определить, был ли включён автопилот.
Были рассмотрены показания очевидцев, согласно которым самолёт прошёл Ньюарк на высоте 1500—2000 футов (450—600 метров). Но серия лётных испытаний на другом самолёте DC-6B показала, что если бы экипаж выполнял нормальный заход по приборам, то прошёл бы Ньюарк на высоте примерно 3500 футов (1100 м), то есть гораздо выше. К тому же очевидцы описывали, что перед катастрофой лайнер опустился под облака, из чего следовало, что пилоты не соблюдали безопасную высоту 500 футов (150 м) над облаками, пока ожидали разрешение на посадку. Хотя самолёт был оборудован двумя навигационными приёмниками нормальной частоты, ни один из них не был настроен на радиомаяк Окленда. Кто управлял самолётом в тот момент, определить не удалось. Приёмник со стороны второго пилота был настроен на Хэйворд, но звук был выключен, то есть второй пилот не мог слышать сигналов от радиомаяка, но мог ошибочно решить, что его приёмник настроен на самом деле на Окленд. Возможно, когда самолёт пролетал близ Хэйворда, стрелка пеленгатора качнулась, в отношении этого пилот ошибочно решил, что они уже на границе зоны Оклендского аэропорта.
Не совсем стыкуется доклад экипажа о пролёте Ньюарка, который был всего за минуту до катастрофы, но возможно, что экипаж за Ньюарк принял находящийся восточнее Найлз, что довольно легко сделать в условиях ограниченной видимости из-за слоя облаков, а оба эти города расположены к юго-востоку от Окленда. Также стоит отметить левый поворот с юго-восточного курса на северо-западный, выполненный над Миссия Сан-Хосе и который вообще никак не может быть объяснён показаниями приборов в кабине. Есть, конечно, вероятность, что пилот хотел перехватить юго-восточный курс на Окленд, но не надо забывать, что на Окленд в это время не был настроен ни один из навигационных приёмников в кабине. Во время этого поворота экипаж как раз получил разрешение выполнять прямой заход на посадку.
Была выдвинута версия, что причине могло способствовать нарушение в работе наземного навигационного оборудования, но проверки показали, что оно функционировало исправно. Вообще сама катастрофа не произошла, если бы пилоты точно соблюдали установленные процедуры по выполнению захода на посадку. В ходе расследования были установлены и отдельные недоразумения между даваемыми диспетчерами командами на сохранение безопасной высоты над облаками, и ошибочным её восприятием пилотами, которые иногда считали, что это разрешение позволяет им снижаться под установленную безопасную высоту.

## Причина катастрофы
1. Авиакомпания, самолёт и экипаж имели необходимые сертификаты.
2. На борту не было никаких отказов или нарушений в работе силового оборудования и на момент происшествия он был технически исправен.
3. Всё наземное радионавигационное оборудование на момент катастрофы работало исправно.
4. Самолёт следовал в Окленд в соответствии с установленным планом полёта по приборам.
5. Командир судна не соблюдал установленную процедуру по выполнению прямого захода от Ньюарка к Окленду, когда снизился ниже установленной для данного района высоты.
6. Экипаж получил разрешение выполнять снижение для прямого захода на посадку, но вопреки инструкциям ни один из навигационных приёмников при этом не был настроен на радиомаяк Окленда.
7. Самолёт врезался в гору на высоте 983 фута (300 м) и с магнитным курсом 296° примерно на 3 мили (4,8 км) восточнее юго-восточного вектора от радиомаяка Окленда.
8. В момент столкновения двигатели были переведены на максимальную мощность.

Причиной катастрофы была названа ошибка командира самолёта, который не соблюдал установленные процедуры по выполнению захода на посадку по приборам в аэропорт Окленда, когда находился в районе Ньюарка.

### Комментарии
1. ↑  Здесь и далее по умолчанию указано уже Тихоокеанское время (PST)